# 关岛足球协会
關島足球協會（英語：Guam Football Association）是專門管轄關島足球事務的組織。該組織於1975年成立，並在1992年及1996年先後加入亞洲足協和國際足協。

## 外部連結
- 官方網頁
- 國際足協網頁 （页面存档备份，存于）
- 亞洲足協網頁